# Élysette
L'Élysette è la sede della presidenza del Governo vallone. Questo soprannome gli fu dato nel momento in cui il suo presidente tra il 1992 e il 1994, Guy Spitaels mantenne buoni rapporti con l'Eliseo.

## Storia
Costruito nel 1877 dal maestro Xavier Thibault, fu acquistato dalla Regione vallona alla città di Namur.
Questo edificio, che ospita gli uffici del Ministro presidente vallone e la sua residenza ufficiale, si trova sulla riva destra della Mosa a Jambes, nella città di Namur, capitale della Vallonia. Per garantire il buon funzionamento dei servizi della Presidenza vallone, si possono trovare cucine, due sale per il personale di servizio, garage, uffici e sale riunioni (compresa la Camera del Consiglio). Un appartamento, situato nella residenza e contenente una camera da letto, una sala da pranzo, un bagno e un soggiorno, è messo a disposizione del Ministro presidente della Vallonia.

## Decorazione
L'interno è decorato con dipinti di Pierre Paulus.
Nei giardini, sul lato della Mosa, c'è una statua di Jean-Michel Folon, "Quelqu’un".